# ثيبين
ثيبين هو مركب حلقي غير متجانس غير متشبع مكون من سبع ذرات، ست منها ذرات كربون والسابعة ذرة كبريت.
بنزوثيبين يحتوي على حلقة بنزين واحدة بينما ثنائي بنزوثيبين (مثل ميتيتيبين وزوتيبين) فيحتوي على حلقتي بنزين.

## روابط خارجية
- Thiepins في المكتبة الوطنية الأمريكية للطب نظام فهرسة المواضيع الطبية (MeSH).

- Benzothiepins في المكتبة الوطنية الأمريكية للطب نظام فهرسة المواضيع الطبية (MeSH).